# Anwärter (Bundeswehr)
Ein Anwärter ist im Soldatenrecht ein Soldat in der militärischen Ausbildung in einer Laufbahn der Laufbahngruppe der Unteroffiziere oder der Offiziere (SLV).

## Gliederung in Laufbahnen und Laufbahngruppen
In den ähnlich der Laufbahnen des Beamtenrechts gestalteten Laufbahnen der Bundeswehr gemäß der Soldatenlaufbahnverordnung (SLV) sind folgende Laufbahngruppen für Anwärter vorgesehen:
- Die Laufbahngruppe der Unteroffiziere
- Die Laufbahngruppe der Offiziere[1]

Die oben genannten Laufbahngruppen teilen sich in verschiedene Laufbahnen auf. In den Laufbahnen der Laufbahngruppe der Unteroffiziere finden sich vorwiegend die Unteroffizieranwärter und Feldwebelanwärter. Die größte Anwärtergruppe in der Laufbahngruppe der Offiziere sind die Offizieranwärter Truppendienst. Daneben gibt es z. B. Sanitätsoffizier-Anwärter und Militärmusikoffizier-Anwärter. Viele Laufbahnen besitzen auch eine Variante für Anwärter in einem Dienstverhältnis für Reservisten, so dass es auch z. B. Reserveoffizieranwärter gibt.
Eine Besonderheit ist der Offizieranwärter in der Laufbahn der Offiziere des militärfachlichen Dienstes. Diese Laufbahn können keine neu eingestellten Soldaten einschlagen. Sie ist ausschließlich für besonders leistungsstarke Unteroffiziere mit Portepee und ohne Portepee geöffnet. Sofern sie die Status eines Berufssoldaten noch nicht besitzen, wird Offizieranwärtern des Militärfachlichen Dienstes diese Eigenschaft mit Ernennung zum Leutnant bzw. Leutnant zur See verliehen.

## Rechtsstellung
Ein dem Beamten auf Widerruf vergleichbares Institut gibt es für Soldaten nicht. Anwärtern wird gleich ein Dienstgrad verliehen, welches dem Amt im statusrechtlichen Sinne wie auch der Amtsbezeichnung entspricht. Sie sind also nicht formell in einem Vorbereitungsdienst oder führen keine der Dienstbezeichnung vergleichbare Anrede. Sie erhalten auch keine Anwärterbezüge, sondern eine ihrem Dienstgrad entsprechende reguläre Besoldung.
Anwärter der Bundeswehr können – anders als Anwärter, die Beamte sind – nicht jederzeit aus dem Dienstverhältnis entlassen werden. Jedoch kann ein soldatischer Anwärter innerhalb der ersten vier Jahre seiner Dienstzeit entlassen werden, wenn er die Anforderungen, die an ihn in seiner Laufbahn zu stellen sind, nicht mehr erfüllt oder fristlos, wenn er seine Dienstpflichten schuldhaft verletzt hat und sein Verbleiben in seinem Dienstverhältnis die militärische Ordnung oder das Ansehen der Bundeswehr ernstlich gefährden würde (§ 55 Soldatengesetz). Vor der Berufung in ein Soldatenverhältnis werden die Anwärter „Bewerber“ genannt.

## Dienstgrade
Es müssen nicht alle Dienstgrade einer Dienstgradgruppe durchlaufen werden. Teilweise haben die Dienstgrade einiger Offizieranwärter eigene Bezeichnungen. So durchlaufen Offizieranwärter in der Laufbahn der Offiziere des Truppendienstes in der Regel die Dienstgrade:
- niedrigster Dienstgrad,
- Gefreiter (OA),
- Obergefreiter (OA),
- Fahnenjunker (entspricht Unteroffizier) bzw. Seekadett (entspricht Maat),
- Fähnrich (entspricht Feldwebel) bzw. Fähnrich zur See (entspricht Bootsmann) und
- Oberfähnrich (entspricht Hauptfeldwebel) bzw. Oberfähnrich zur See (entspricht Hauptbootsmann),

bevor sie zum Leutnant bzw. Leutnant zur See als niedrigstem Offizierdienstgrad ernannt werden.

## Laufbahnabzeichen
Anwärter tragen häufig ein „Laufbahnanwärterabzeichen“. Unteroffizieranwärter tragen auf dem Dienstgradabzeichen einen quergestellten, altsilberfarbenen Metallstreifen; Bei den Aufschiebeschlaufen zum Feldanzug ist es ein entsprechend schwarz eingewebter Streifen im olivfarbenen, bzw. ein weiß eingewebter Streifen im schwarzen bzw. dunkelblauen Baumwollstoff. Maatanwärter tragen einen goldfarbenen waagerechten Balken auf beiden Ärmeln unmittelbar über den Dienstgradabzeichen; Bootsmannanwärter einen doppelten goldfarbenen waagerechten Balken.
Feldwebelanwärter des Heeres und der Luftwaffe (vom untersten Mannschaftsdienstgrad bis zum Dienstgrad Stabsunteroffizier) tragen zusätzlich zu den Dienstgradabzeichen an allen Schulterklappen und Aufschiebeschlaufen eine altgoldfarbene Kordel aus Metallgespinst als Überziehschlaufe. Zusätzlich zu den Dienstgradabzeichen trägt der Offizieranwärter an allen Schulterklappen und Aufschiebeschlaufen eine silberfarbene Kordel aus Metallgespinst als Überziehschlaufe.
Beim Oberfähnrich ist diese Kordel nur an der Kampfbekleidung anzubringen, denn beim Dienstanzug tragen sie im Hinblick auf Kennzeichnungen die Uniform des Leutnants. Beim Dienstgradabzeichen des Dienstanzugs tragen sie den Kopfwinkel der Hauptfeldwebels, jedoch ohne die Schulterklappenumrandung aus einer 0,8 cm breiten, hellaltgoldfarbenen Tresse aus Metallgespinst.
Sanitätsoffizieranwärter (und Sanitätsoffiziere) aller Uniformträgerbereiche (Heer, Luftwaffe, Marine) tragen auf dem Dienstgradabzeichen meist ein Laufbahnabzeichen, welches zeigt, ob sie sich in der Ausbildung zum Arzt, Zahnarzt, Apotheker oder Veterinär befinden. Offizieranwärter der Marine tragen das Laufbahnabzeichen „Seestern“ wie Marineoffiziere.

## Dienstgradzusätze
Im Schriftverkehr führen Anwärter entsprechende Dienstgradzusätze „(Unteroffizieranwärter)“ oder „(UA)“, „(Maatanwärter)“ oder „(MA)“ „(Bootsmannanwärter)“ oder „(BA)“, „(Feldwebelanwärter)“ oder „(FA)“ bzw. „(Offizieranwärter)“ oder „(OA)“ usw. hinter ihrer Dienstgradbezeichnung. Dies gilt aber beispielsweise nicht für die Fahnenjunker, Seekadett, Fähnrich (zur See), Oberfähnrich (zur See) in den Laufbahnen des Truppendienstes, da diese Dienstgrade ohnehin nur von Anwärtern geführt werden können.
In der mündlichen Anrede entfällt der Dienstgradzusatz.